# Ernest Babelon
Ernest Charles François Babelon (Sarrey, 7 novembre 1854 – Parigi, 3 gennaio 1924) è stato un numismatico, medievista e bibliotecario francese, membro dell'Institut de France.

## Biografia
Allievo dell'École nationale des chartes, ottenne il diploma di archivista paleografo il 21 gennaio 1878 grazie a una tesi intitolata Les bourgeois du roi au Moyen-Âge. Il 16 marzo seguente, Babelon entrò alla Biblioteca nazionale di Francia.
Da numismatico, nel 1890, divenne conservatore aggiunto del Cabinet des médailles per succedere come direttore, due anni più tardi, a Henri-Michel Lavoix, una posizione che terrà fino alla morte, avvenuta nel 1924. Fu sotto la sua direzione, nel 1917, che il Cabinet si insediò nella sede attuale.
Fu anche direttore, succedendo a Jean de Witte, della Revue numismatique e autore di lavori di riferimento come la Recueil général des monnaies grecques de l'Asie Mineure o il Traité des monnaies grecques et romaines.
Fu titolare della cattedra di numismatica antica e medievale al Collège de France a partire dal 1902. Fu eletto all'Académie des inscriptions et belles-lettres nel 1897.  La sua attività di numismatico fu premiata nel 1899 con l'assegnazione della medaglia della Royal Numismatic Society.
Ernest Babelon è padre del numismatico Jean Babelon e nonno dello storico Jean-Pierre Babelon.

## Opere
- Description historique et chronologique des monnaies de la République romaine vulgairement appelées monnaies consulaires, 2 voll., Paris, Rollin et Feuardent, 1885-1886.